# 恩格
恩格（德語：Enger，發音：[ˈɛŋɐ] ⓘ）是德国北莱茵-威斯特法伦州代特莫尔德行政区黑尔福德县的城市，面积41.24平方千米，2023年12月31日人口为20,724人。